# Andreas Kinneging

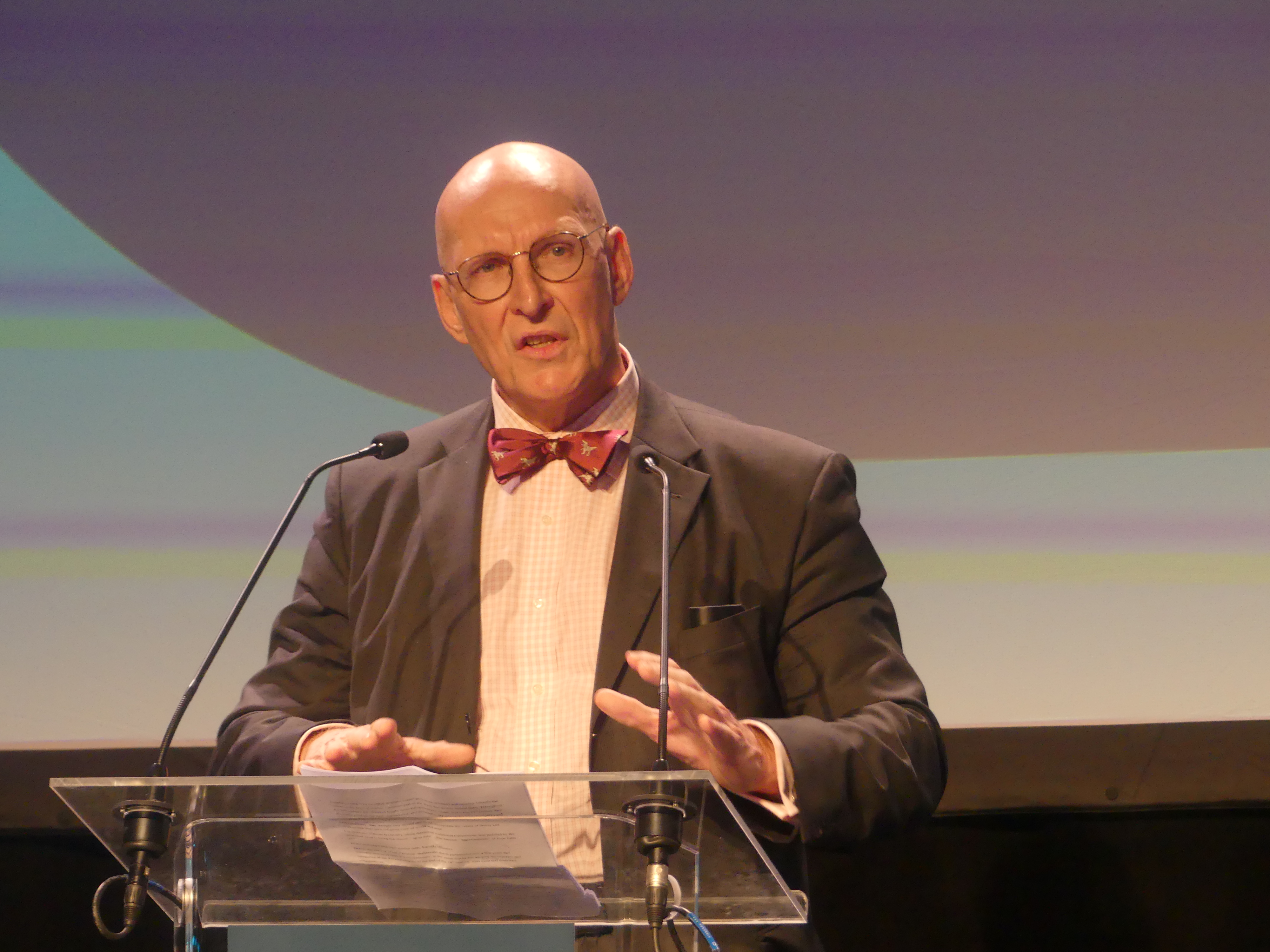
Andreas Kinneging

Andreas Antonius Maria Kinneging (* 26. Februar 1962 in Eindhoven) ist ein niederländischer Philosoph.

## Leben
Er wuchs in einer katholischen Familie in der niederländischen Provinz Zeeland auf. Er studierte Politikwissenschaft an der Universität Nijmegen und schloss mit den höchsten Auszeichnungen ab. Nach seinem Abschluss nahm er eine Stelle bei der Prof. Dr. BM Teldersstichting, einer Denkfabrik der liberalen Partei VVD, an. In seinen Jahren mit der Teldersstichting entwickelte sich Kinneging zu einem produktiven und einflussreichen Autor der Philosophie des klassischen Liberalismus.
In den frühen 1990er Jahren wurde Kinneging zunehmend unzufrieden mit dem klassischen Liberalismus. Er widersprach entschieden der Tendenz zum Sozialliberalismus innerhalb der VVD. Kinneging kündigte schließlich seine Mitgliedschaft in der Partei im Jahr 1999.
Kinneging kehrte an die Universität zurück, nachdem er kurz für das niederländische Finanzministerium gearbeitet hatte. In den späten 1980er Jahren wechselte er als Assistenzprofessor an die Abteilung für öffentliche Verwaltung der Universität Leiden, wo er Studenten wie die spätere Abgeordnete Ayaan Hirsi Ali und den konservativen Aktivisten Joshua Livestro unterrichtete.
1996 wechselte Kinneging an die juristische Fakultät der Universität Leiden, der ältesten und angesehensten der niederländischen Rechtsfakultäten. Kinneging wurde schnell zum ordentlichen Professor befördert und am 1. August 2004 zum ordentlichen Professor für Rechtsphilosophie ernannt. Seine Fachgebiete sind Rechtswissenschaft, politische Philosophie, Ethik, Axiologie, Deontologie und Verfassungstheorie.

## Schriften (Auswahl)
- Aristocracy, Antiquity, and History. Essay on Classicism in Political Thought. New Brunswick 1997, ISBN 1-56000-222-0.
- Geografie van goed en kwaad. Filosofische essays. Utrecht 2005, ISBN 90-274-9753-2.
- mit Piet Gerbrandy: Het goede leven. Een briefwisseling. Utrecht 2005, ISBN 978-90-290-8156-6.
- mit Rob Wiche: Waar of niet? Over de vraag wat waarheid is. Amsterdam 2013, ISBN 90-351-3953-4.
- Der heutige liberale Mainstream ist ein neuer Kommunismus, in: Festschrift für Karlheinz Weißmann zum sechzigsten Geburtstag, Berlin 2019, S. 133–140.
- De Onzichtbare Maat. Amsterdam 2020, ISBN 978-90-351-3879-7